# Famille d'Avesnes
Pour les articles homonymes, voir Avesnes (homonymie).
 (juillet 2024).
Si vous disposez d'ouvrages ou d'articles de référence ou si vous connaissez des sites web de qualité traitant du thème abordé ici, merci de compléter l'article en donnant les références utiles à sa vérifiabilité et en les liant à la section « Notes et références ».

Armoiries de la maison d'Avesnes et de la ville d'Avesnes

Famille d'Avesnes peut désigner deux familles nobles du Hainaut, des Flandres et de la Hollande qui ont possédé successivement la seigneurie d'Avesnes-sur-Helpe appartenant à la Maison d'Avesnes en comté de Hainaut.
L'un des vassaux les plus puissants du comte de Hainaut était Wédric le Sor (Wéderic), seigneur de Leuze et Condé. Son fils Wedric II et son fils Theobald firent construire à Avesnes un château. Autrefois, celui-ci devait devenir la demeure principale de la famille du même nom. Wedric le Barbu eut une fille, Ada, qui se maria avec le bailli de Tournai, Fastré d'Oisy (+ le 5 juin 1093, fils d'Hugues Ier et frère cadet d'Hugues II d'Oisy), et continua ainsi la Maison des seigneurs d'Avesnes.

## Première famille d'Avesnes
- Wédric le Sor (vers l'an mil)
- Wédric II le Barbu, seigneur d'Avesnes (? - 1076), fils de Wédric le Sor.
- Thierry d'Avesnes, seigneur d'Avesnes (? - 1106), fils de Wédric II d'Avesnes.
- Gérard d'Avesnes, fils de Wédric II d'Avesnes, mort lors de la première croisade.

## Seconde maison d'Avesnes (famille d'Oisy)
- Nicolas le Beau, (1129-1171), seigneur d'Avesnes, de Condé, de Leuze et de Landrecies, (1147 - 1171), arrière-arrière-petit-fils de Fastré d'Oisy et d'Ade d'Avesnes, fille de Wédric le Barbu. En 1150 il épouse Mahaut de la Roche.
- Jacques Ier (1150-1191), seigneur d'Avesnes, de Condé, de Leuze et de Landrecies(1171-1191). En 1180 il épouse Adèle dame de Guise, fille de Bouchard seigneur de Guise.
- Bouchard d'Avesnes (1182-1244), fils de Jacques d'Avesnes et d'Adèle, dame de Guise, il est seigneur d'Avesnes, bailli de Hainaut.
- Gautier II d'Avesnes, seigneur d'Avesnes, fils de Jacques d'Avesnes et d'Adèle, dame de Guise
- Jean d'Avesnes 1250-1257, comte héritier de Hainaut, fils de Bouchard d'Avesnes et de Marguerite de Constantinople, comtesse de Flandre et de Hainaut.
- Jean d'Avesnes (Jean Ier de Hainaut, 1247-1304), comte de Hainaut 1280-1304 et de Hollande
- Bouchard d'Avesnes (1251-1296), évêque de Metz(1282-1296)
- Guillaume Ier d'Avesnes (1286-1337), comte de Hainaut 1304-1337 et de Hollande, fils de Jean Ier de Hainaut
- Guillaume II d'Avesnes (1307-1345), comte de Hainaut 1337-1345 et de Hollande (Guillaume IV), fils de Guillaume Ier de Hainaut.
- Marguerite d'Avesnes (1311-1356), comtesse de Hainaut de 1345 à 1356. Également impératrice consort du Saint-Empire, son comté fut, à sa mort, transmis à son fils Guillaume, premier comte de Hainaut issu de la famille des Wittelsbach.

## Généalogie

### Maison d'Avesnes
1. Fastré d'Oisy († vers 1092), bailli de Tournai ∞ Ada, fille de Wédric II  d'Avesnes
  1. Gossuin d'Oisy, 1104/1126 seigneur d'Avesnes, Condé et Leuze
    1. Gossuin († 1127), Seigneur d'Avesnes, Condé et Leuze

  2. Fastré II d'Oisy († après 1111), bailli de Tournai
    1. Gautier I d'Oisy († 1147), 1127 seigneur d'Avesnes, Condé et Leuze
      1. Dietrich ∞ Richilde de Hainaut, fille de Baudouin III de Hainaut, comte de Hainaut(Maison de Flandre)
      2. Nicolas d'Avesnes († 1169/1171), Seigneur d'Avesnes, Condé et Leuze ∞ Mahaut de Laroche, fille de Henri Ier de Namur (Maison de Namur)
        1. Jacques Ier d'Avesnes († 1191 à la Bataille d'Arsouf) seigneur d'Avesnes, Condé et Leuze ∞ Adele dame de Guise, fille de Bernard et Alix
          1. Gautier II d'Avesnes (né vers 1170 † 1243/1246), Seigneur d'Avesnes, Guise, Condé, Leuze, Landrecies et Trélon ∞ Marguerite de Blois († 1230), fille de Thibaut V de Blois (Maison de Blois)
            1. Marie d'Avesnes († 1241) ∞ Hugues Ier de Châtillon († 1248), comte de Saint-Pol (Maison de Châtillon)

          2. Bouchard d'Avesnes (1170-1244) sous-diacre à l'église de Laon, Bailli du hainaut ∞ 1212 Marguerite II de Flandre († 1280), 1244/1278 Comtesse de Flandre et de Hainaut, fille de Baudouin VI de Hainaut (Maison de Flandre)
            1. Jean Ier d'Avesnes (° 1218 ; † 1257), 1246 comté du Hainaut ∞ Adélaïde de Hollande († 1284), 1258 régente d'Hollande, fille de Florent IV de Hollande, comte de Hollande
            2. Baudoin d'Avesnes[1] († 1295), Seigneur de Beaumont
              1. Jean († 1283), Seigneur de Beaumont
                1. Baudoin († 1299), Seigneur de Beaumont

              2. Béatrice d'Avesnes († 1321) ∞ 1261 Henri VI de Luxembourg († 1288), comte de Luxembourg

          3. Ada († après 1249) ∞ I Henri III. († 1211), comte de Grandpré ∞ II Raoul Ier de Soissons († 1235), 1186 comte de Soissons (Maison de Nesle)

        2. Fastré, bailli de La Flamengrie
          1. Jacques de Tournai

      3. Éverard d'Avesnes († 1191), 1173 évêque de Tournai

### Les comtes de Hainaut et de Hollande
1. Jean Ier d'Avesnes (° 1218 ; † 1257), 1246 comte de Hainaut ∞ Adélaïde de Hollande († 1284), 1258 régente de Hollande, fille de Florent IV de Hollande, comte de Hollande
  1. Jean Ier de Hainaut (° 1247 ; † 22 août 1304), 1280 comte de Hainaut, 1299 comte de Hollande ∞ Philippine de Luxembourg (1252-† 1311), fille de Henri V de Luxembourg, comte de Luxembourg (Maison de Limbourg)
    1. Jean († 1302), 1299 seigneur de Beaumont, comte de Ostrevent,
    2. Margarete  († 1342) ∞ Robert II d'Artois († 1302), comte d'Artois, (Maison Capétienne d'Artois)
    3. Alice († 1317), ∞ Roger Bigod († 1306), Comte de Norfolk (Maison de Bigod)
    4. Isabelle († 1305) ∞ Raoul II de Clermont († 1302), seigneur de Nesle, Connétable de France (Maison de Clermont)
    5. Guillaume Ier de Hainaut († 1337), 1304 comte de Hainaut et de Hollande ∞ Jeanne de Valois (1294-1352), fille de Charles de Valois, comte de Valois (Maison Valois)
      1. Marguerite II de Hainaut († 1356), 1345 comtesse de Hollande, Hainaut, etc. ∞ 1324 Louis IV du Saint-Empire († 1347), roi des Romains en 1314 puis empereur romain germanique de 1328 à 1347. (Wittelsbach)
      2. Philippa de Hainaut († 1369) ∞ Édouard III d'Angleterre, († 1377) Roi d'Angleterre, (Plantagenêt)
      3. Isabelle († 1361), ∞ 1350 avec Robert de Namur († 1391) (Maison Dampierre)
      4. Jeanne († 1374) ∞ Guillaume Ier de Juliers, Duc de Juliers
      5. Guillaume II de Hainaut († 1345), 1337 comte de Hainaut et de Hollande ∞ 1334 Jeanne de Brabant († 1406), duchesse de Brabant et de Limburg, fille du duc Jean III de Brabant

    6. Jean († 1356), seigneur de Beaumont ∞ Margarethe († 1350)
      1. Jeanne (° 1323 ; † 1350), 1350 comtesse de Soissons ∞ I Louis Ier de Blois-Châtillon († 1346), 1342 comte de Blois, 1336 seigneur de Soissons, (Maison Châtillon) ∞ II Guillaume Ier de Namur († 1391)

    7. Marie († 1354) ∞ Louis Ier de Bourbon († 1342)
    8. Mathilde, Abbesse de Nivelles

  2. Bouchard d'Avesnes (1251-1296), 1283 évêque de Metz
  3. Gui d'Avesnes († 1317), 1301 évêque d'Utrecht
  4. Guillaume d'Avesnes († 1296), 1286 évêque de Cambrai
  5. Florent de Hainaut († 1297) ∞ 1289 Isabelle de Villehardouin († 1312), 1289-1307
    1. Mathilde de Hainaut (° 1293 ; † 1331) ∞ I Guy II de La Roche (duc d'Athènes) († 1308) (Maison de La Roche) ; ∞ II Louis de Bourgogne († 1316), 1313 roi de Thessalonique, Prince d'Achaïe ; ∞ III Jean de Durazzo († 1336), duc de Durazzo ; ∞ IV Hugues de La Palice